# Глумилино (Уфимский район)
Глумилино (баш. Глумилин) — деревня в Уфимском районе Республики Башкортостан Российской Федерации. Входит в состав Таптыковского сельсовета.

## География

### Географическое положение
Находится на правом берегу реки Дёмы.
Расстояние до:
- районного центра (Уфа): 26 км,
- центра сельсовета (Таптыково): 4 км,
- ближайшей ж/д станции (Юматово): 5 км.

## Население
| 2002 | 2009 | 2010 |
| ---- | ---- | ---- |
| 61   | ↘51  | ↗64  |

Национальный состав
Согласно переписи 2002 года, преобладающая национальность — русские (89 %).